# Đại học Yangon
Đại học Yangon (tiếng Myanmar: ရန်ကုန်တက္ကသိုလ်) là một trường đại học tọa lạc tại Thị trấn Kamayut, Yangon, Myanmar. Đây là trường đại học nổi tiếng nhất của quốc gia này.

## Lịch sử

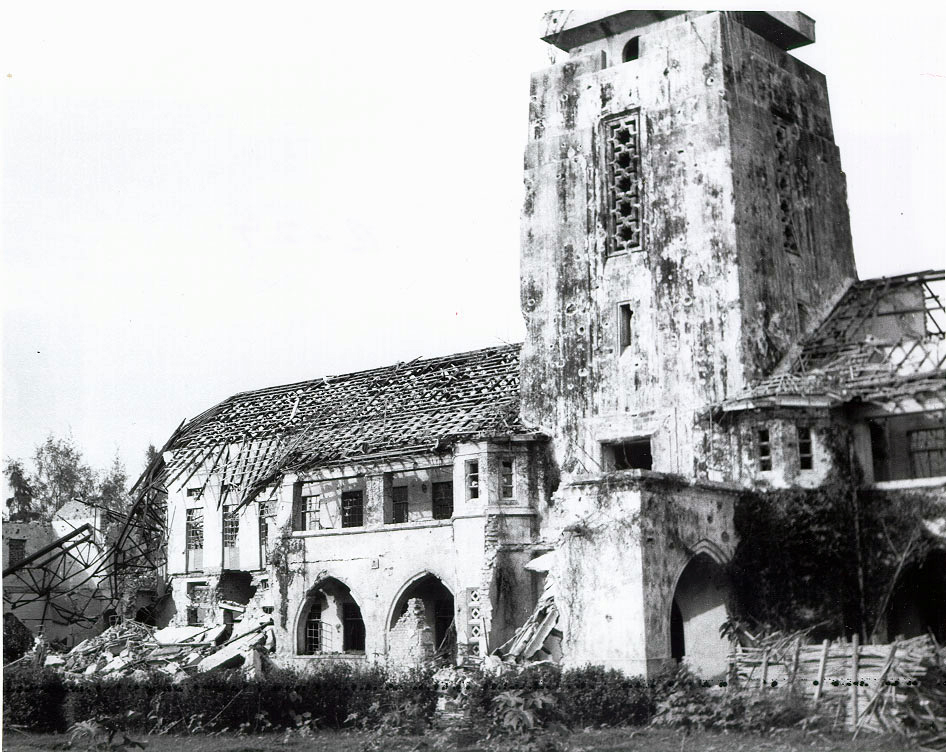
Rangoon University suffered damage during World War II

Được thành lập năm 1878 là chi nhánh của Đại học Calcutta, Rangoon College được người Anh giảng dạy và quản lý. Chính quyền Thực dân Anh mở trường này để quản lý giáo dục ở Miến Điện. Trường được đổi tên thành Cao đẳng Chính quyền năm 1904 và thành University College năm 1920, khi University College (secular) và Judson College (Baptist-affiliated) được sáp nhập. American Baptist Mission đã quyết định công nhận Judson College (trước đây là Baptist College) là một cơ sở giáo dục riêng biệt bên trong Đại học Rangoon. Đại học Rangoon theo mô hình của Đại học Cambridge và Đại học Oxford. Suốt thập niên 1940 đến 1950, Đại học Rangoon là trường đại học danh tiếng nhất ở Đông Nam Á và một trong những đại học hàng đầu châu Á, thu hút sinh viên của khu vực đến học.